# УНМИК
Мисија привремене управе Уједињених нација на Косову (енгл. United Nations Interim Administration Mission in Kosovo, алб. Misioni i Administratës së Përkohshme të Kombeve të Bashkuara në Kosovë), позната по свом акрониму УНМИК (од енгл. UNMIK), званично је овлашћена мисија Уједињених нација на Косову и Метохији. Њен мандат је да помогне да се успоставе услови за миран и нормалан живот свих становника Косова и Метохије и унапреди регионална стабилност на западом Балкану.
УНМИК је основана у складу са Резолуцијом Савета безбедности УН 1244, која је донета 10. јуна 1999. а којом је окончан рат на Косову и Метохији. Резолуцијом је дозвољено међународно цивилно и војно присуство у Савезној Републици Југославији, односно на Косову и Метохији, као и дефинисано повлачење свих војних, полицијских и паравојних снага СР Југославије са ове територије, уз дозвољени повратак договореном броју војног и полицијског особља. Резолуција је такође потврдила суверенитет и територијални интегритет СР Југославије (данас Србије) над Косовом и Метохијом.
У фебруару 2008. група Албанаца, под називом „демократски одабране вође наших људи”, једнострано је донела Декларацију о независности Косова на скупу у сали Скупштине Косова и тиме основала Републику Косово. Декларација крши Устав Србије и Резолуцију 1244, стога се према међународном праву сматра нелегалном. Међутим, бројне дужности за које је према Резолуцији 1244 задужена УНМИК преузеле су институције Републике Косово, коју је признала 91 од укупно 193 државе чланице УН.

## Структура
УНМИК је подељен на четири сектора која се називају „стубовима”. То су:
- стуб: Полиција и правосуђе (руководе Уједињене нације)[5]
- стуб: Цивилна управа (руководе Уједињене нације)
- стуб: Демократизација и изградња институција (руководи Организација за европску безбедност и сарадњу)
- стуб: Реконструкција и економски развој (руководи Европска унија)

НАТО предводи снаге назване КФОР чиме је обезбеђено присуство међународних мировних снага како би подржале рад УНМИК.
Економски развој који предводи Европска унија чини приватизацију бивших државних предузећа. Овој политици се супротставио званични Београд. Ово питање је раније спроводила ПАК (Повереничка агенција Косова), организација ЕУ са Џаспером Диком као генералним директором. Од 2008. њену улогу преузима Агенција за приватизацију Косова.

## Одговорности
Према Резолуцији 1244, главне одговорности УНМИК су:
- унапређење успостављања, до коначног решења, суштинске аутономије и самоуправе на Косову;
- обављање основних цивилно-управних функција тамо где је и колико је то потребно;
- организовање и надгледање развоја привремених институција за демократску и аутономну самоуправу, до коначног политичког решења, укључујући и одржавање избора;
- преношење, у складу са успостављањем тих институција, својих административних задатака, а надгледајући и подржавајући учвршћивање локалних привремених институција Косова и других активности у правцу грађења мира;
- олакшавање политичког процеса чији је циљ дефинисање будућег статуса Косова;
- у коначној фази, надгледање преноса власти са привремених институција Косова на институције које ће бити успостављене у складу са политичким решењем;
- подршку реконструкцији кључних објеката инфраструктуре и другој економској реконструкцији;
- подршку сарадњи са међународним хуманитарним организацијама, и хуманитарној помоћи унесрећенима;
- одржавање цивилног реда и закона, укључујући и успостављање снага локалне полиције, а у међувремену, путем распоређивања међународног полицијског особља које ће радити на Косову;
- заштиту и унапређење људских права;
- осигурање безбедног и неометаног повратка свих избеглица и расељених лица у њихове домове на Косову;

## Историја
Након завршетка рата, Веће сигурности УН-а усвојило је Резолуцију 1244 којом су Косово и Метохија стављени под прелазну управу УН-а (УНМИК) и одобреним КФОР-ом, мировне снаге под водством НАТО-а. Готово одмах, повратници, које су чинили косовски Албанци, напали су косовске Србе, због чега је око 200.000-280.000 Срба и других неалбанаца побегло (напомена: тренутни број интерно расељених лица је оспораван, са проценама у распону од 65.000 до 250.000). Многи расељени Срби се плаше да се врате својим кућама, чак и са заштитом УНМИК-а.
Према Amnesty International, присуство мировњака на Косову довело је до повећања трговине женама ради сексуалне експлоатације.
УНМИК је 2001. прогласио Уставни оквир за Косово којим су основане Привремене институције самоуправе (ПИС), укључујући изабрану Скупштину Косова, Председништво и канцеларију премијера. Косово је одржало своје прве слободне изборе широм Косова крајем 2001. (општински избори одржани су претходне године). УНМИК је надгледао успостављање професионалне, мултиетничке Косовске полицијске службе.
У марту 2004. Косово и Метохија су доживели најгоре међуетничко насиље од рата на Косову. Немири из 2004. изазвани су низом мањих догађаја који су се убрзо претворили у велике немире. Овај догађај је био мотив за протесте јер нико није ухапшен нити је лично оптужен у овом случају. Протествујући, косовски Албанци су спалили стотине српских кућа, локалитете српске православне цркве (укључујући и неке средњовековне цркве и манастире) и објекте УН-а. Косовска полиција успоставила је специјални истражни тим за решавање случајева везаних за немире из 2004. године, а према Судском савету Косова до краја 2006. године 326 тужби које су поднели општински и окружни тужиоци за кривична дела у вези с немирима довели су до 200 оптужница: пресуда у 134 предмета, а судови су ослободили осам и одбили 28; 30 предмета је у току. Међународни тужиоци и судије решавали су најосетљивије случајеве.
Запослени у југословенској (сада српској) влади од 1999. године примају стипендију „косовски додатак”.
17. фебруара 2008. „Представници народа Косова” донели су једнострану одлуку о проглашењу независности Косова и након тога усвојили Устав Републике Косово.
У августу 2008, након што је Устав Републике Косово ступио на снагу, УН је одлучио да смањи број запослених за 70% током реконфигурације УН-а у покрајини. Већи део овлашћења УН на Косову и Метохији пребачен је на Владу Косова, а полицијска мисија ЕУ на Косову и Метохији се зове ЕУЛЕКС.

### Након једностраног проглашења независности
Планови УНМИК-а да предају овлашћење мисији ЕУЛЕКС након усвајања косовског устава посрнули су као резултат руске опозиције једностраном проглашењу независности Косова. Генерални секретар УН-а Бан Ки-Мун одлучио је да привремено преустави мисију. Наводно, УН ће уступити место мисији ЕУ у албанским областима, али ће задржати контролу над полицијом у подручјима насељеним Србима и успоставити локалне и окружне судове који служе мањинама у Србији. Тај потез је одговор на противљење присуству ЕУ на северу Косова и другим подручјима у којима Срби чине већину.
У децембру 2008, Мисија владавине права Европске уније на Косову (ЕУЛЕКС) преузела је већину улога УНМИК-а, помажући и подржавајући косовске власти у области владавине права, посебно у полицији, правосуђу и царинским областима. Од марта 2011, недавни рад УНМИК-а укључује надгледање ликвидације и приватизације пропалих предузећа.
Светска банка и Међународни монетарни фонд одобрили су чланство Косову у јулу 2009. Чланство у Светској банци, под покровитељством Раџита Најака, представника Светске банке на Косову (од фебруара 2007. године), довело је до тога Косово буде третирана као 186. земља чланица, а не према Резолуцији 1244 Већа сигурности Уједињених народа.

## Специјални представници ГС УН
У следећој табели су наведени специјални представници генералног секретара УН.
| Специјални представник | Држава     | Служба        |
| ---------------------- | ---------- | ------------- |
| Сержио Вијеира де Мело | Бразил     | јун—јул 1999. |
| Бернар Кушнер          | Француска  | 1999—2001.    |
| Ханс Хекеруп           | Данска     | 2001—2002.    |
| Михаел Штајнер         | Немачка    | 2002—2003.    |
| Хари Холкери           | Финска     | 2003—2004.    |
| Серен Јесен Петерсен   | Данска     | 2004—2006.    |
| Јоахим Рикер           | Немачка    | 2006—2008.    |
| Ламберто Занијер       | Италија    | 2008—2011.    |
| Фарид Зариф            | Авганистан | 2011—2015.    |
| Захир Танин            | Авганистан | 2015—2021.    |
| Каролина Зијаде        | Либан      | 2021—данас    |

## Критике
УНМИК је нашироко критикован због неуспеха у постизању својих циљева. После шест година рада, УНМИК је оптуживан за неуспехе у већини својих задатака:
- Успостављање знатне аутономије и аутономне власти на Космету није покренуто; тачније, сви кључни политички фактори подржавају пуну независност Космета као тренутно главни циљ;
- Најважнија инфраструктура није реконструисана; нарочито, електрична дистрибуција је и даље веома проблематична;
- Неуспеси у успостављању јавног реда и сигурности;
- Људска права се не поштују;
- Постоји око 150.000 избеглица са Космета, велику већину чине Срби, који и даље не могу да се врате у своје домове.
- Растући етнички сукоби међу становништвом на Космету нису стишавани као што је обећано.
- Према Амнести интернешнл, присуство мировњака на Космету је довело до пораста трговине женама због сексуалног искоришћавања.

Управник УНМИК-а од 2004. до јуна 2006, Сорен Јесен-Петерсен, такође је критикован због присности са осумњиченима за планиране злочине против српских цивила током рата на Космету.
УНМИК је такође критикован за неуспеху спречавању потврђених одмазди или „етничког чишћења“ против ромског и српског становништва на Космету.
Током 1998. и 1999. било је отмица и убистава Срба које никада нису разрешене, за које нико није одговарао.